# Henny ten Dam

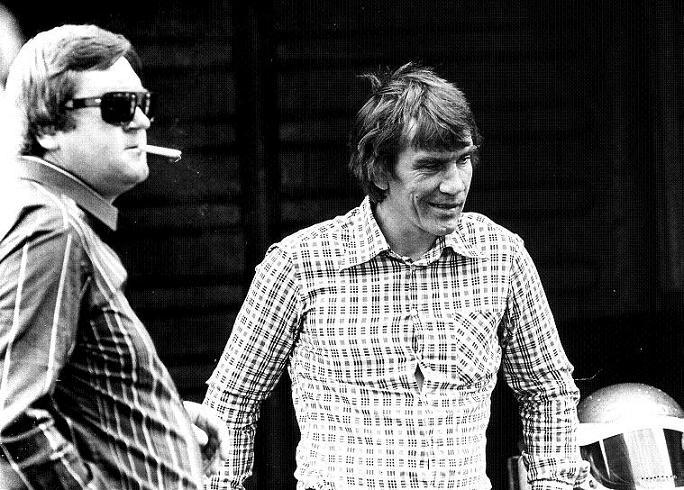
Henny ten Dam (links) in gesprek met motorcoureur Boet van Dulmen.

Henny H.J.G.M. ten Dam, (Almelo, 14 oktober 1945 - aldaar, 30 december 1997) was directeur van conservenbedrijf B.J. ten Dam (Wilddam) te Almelo en sponsor van de motorsport. Zijn bijnaam in de motorsport was: "De Adelaar van Wierden".
Wilddam was een groot bedrijf in wild en gevogelte dat in de jaren 60 en 70 veel allochtone werknemers in dienst nam. Begin jaren 80 ging het bedrijf failliet waardoor er honderden mensen op straat kwamen te staan.
Henny ten Dam genoot in de jaren 70 en begin jaren 80 groot aanzien in de wereld van de motorsport en dan met name in de wegrace. Hij sponsorde onder meer: Alan North, Klaas Hernamdt, Peter Looijesteijn, Jan van Iwaarden, Gerard van der Wal, Peter Maasman en Guus ten Tije. Hij leende vaak zijn motorfietsen uit aan beroemde coureurs als Jan Kostwinder, Jack Middelburg, Boet van Dulmen, Ad Spruijt, Tom Herron en Jon Ekerold.
De volgende rijders zijn ook eens ingeschreven als Team Wilddam O.a. Brands Hatch 82/83:
Ruud van der Dussen,
Frans Dekker,
Bobbe van der Broek,
Peter Tromp,
John van Veldhoven,
Jan Enthoven,
Peter Lemstra,
Gerard Flameling,
Henny Boerman,
Johnny Willemsen
Rob Punt,
Freek Ouwendyk,
Mar Schouten,
Ton Spek,
Cees Doorakkers,
Quentin Serrels,
Ghon van Veldhoven,
Ad Slot,
Eddy Holtrigter,
Piet Mantel,
Dirk Groenwoud,